# 国立病院機構金沢医療センター附属金沢看護学校

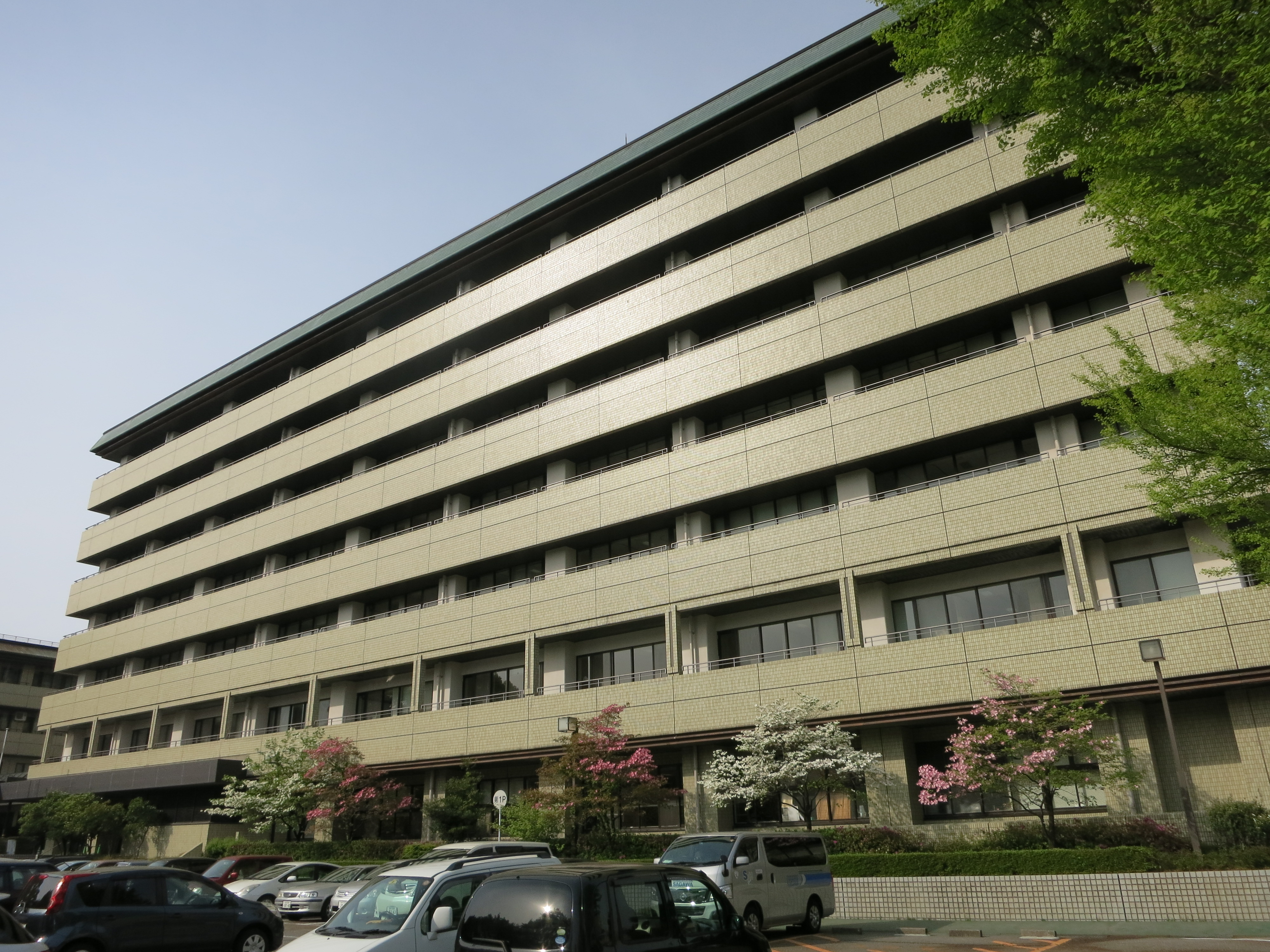
金沢医療センター

国立病院機構金沢医療センター附属金沢看護学校（こくりつびょういんきこうかなざわいりょうセンターふぞくかなざわかんごがっこう）とは、独立行政法人国立病院機構が石川県金沢市に設置する専修学校である。金沢医療センターと同一敷地内にある。奨学金を利用した進学を選択することができる。

## 沿革
（この節の出典）
- 1947年（昭和22年）9月 - 国立金沢病院附属甲種看護婦養成所として発足
- 1948年（昭和23年）4月 - 国立金沢病院附属高等看護学院と名称変更
- 1961年（昭和36年）8月 - 国立金沢病院附属高等看護学院新築（学年定員30名、総定員90名）
- 1962年（昭和37年）4月 - 学年定員40名、総定員120名に変更
- 1975年（昭和50年）4月 - 国立金沢病院附属看護学校と名称変更
- 1976年（昭和51年）4月 - 学校教育法第82条の第2項に規定する専修学校（専門課程）となる
- 1995年（平成7年）4月 - 国立療養所北陸病院附属准看護学校と統合し、国立金沢病院附属金沢看護学校（看護師3年課程、1学年定員100名、総定員300名）として発足。校舎・宿舎・体育館新築
- 2002年（平成14年）3月 - 保健師助産師看護師法の施行（旧保健婦助産婦看護婦法）により男女ともに「看護師」という名称に統一。
- 2004年（平成16年）4月 - 設置主体が国（厚生労働省）から独立行政法人国立病院機構に移行し、独立行政法人国立病院機構金沢医療センター附属金沢看護学校と名称変更
- 2005年（平成17年）4月 - 1学年の定員を100名から80名に変更

## 学科
- 看護学科（3年課程、学年定員80名、総定員240名）

## 卒業後の資格
- 専門士（医療専門課程）称号[4]
- 看護師国家試験の受験資格[4]
- 保健師・助産師養成学校受験資格[4]
- 大学編入学資格[4]

## 交通アクセス
- JR「金沢駅」（金沢駅バスターミナル）から北鉄バス乗車、「出羽町（金沢医療センター前）」停留所下車。[5]